# اوسامه ترقلین
اوسامه ترقلین (زاده ۲۰ مه ۲۰۰۲) یک فوتبالیست حرفه ای مراکشی است که به عنوان هافبک برای باشگاه لو آور در لیگ ۱فرانسه بازی می کند.